# Thomas G. Jones
Thomas Goode Jones (26 de Novembro de 1844 – 28 de Abril de 1914) foi um advogado, político e oficial militar do Alabama que exerceu no Congresso do Alabama e como Governador do Alabama antes de tornar-se Juiz Federal dos Estados Unidos do Tribunal Distrital dos Estados Unidos para o Distrito Central do Alabama e do Tribunal Distrital dos Estados Unidos para o Distrito Norte do Alabama.

## Educação e vida pessoal
Nasceu no dia 26 de Novembro de 1844, em Vineville (agora Macon, Geórgia), filho de Martha Goode (1821-1861) e seu marido, construtor de ferrovias Samuel Jones (1815-1886), que se mudaram para a Geórgia em 1839 para se tornar engenheiro assistente na Monroe Railroad, que logo declarou falência. Apesar dos problemas financeiros na época do nascimento de Thomas, Samuel Goode se tornaria engenheiro em várias outras ferrovias no Alabama e na Flórida, um dos primeiros industriais do Alabama e (brevemente) um legislador do Alabama representando o Condado de Lee, Alabama. Também casou-se novamente durante a Guerra Civil, com Aurora Serena Elmore, descendente do Representante Joseph Brevard da Carolina do Sul e que teria sete filhos (meios-irmãos de Thomas) durante o casamento. Pouco antes do início da guerra, Samuel Jones concluiu a Ferrovia do Alabama e da Flórida, que fornecia o estaleiro da Marinha Confederada em Pennsacola. Também ajudou a construir a Chewacla Lime Works, as Minas de Enxofre de Montgomery e Talladega e a Muscogee Lumber Company, além de concluir uma linha férrea conectando Montgomery e Selma, Alabama, pouco antes do fim da Guerra Civil, depois a Ferrovia de Savannah e Memphis.
Os Goodes, ainda mais que a família Jones, estavam entre as Primeiras Famílias da Virgínia. John Goode chegou à Virgínia via Barbados antes de 1661 e construiu uma plantação de tabaco no Condado de Henrico. Seu descendente Samuel Goode, do Condado de Chesterfield, serviu como tenente durante a Guerra Revolucionária Americana e na Câmara dos Representantes da Virgínia e na Câmara dos Representantes dos EUA. Seu filho Thomas Goode (1787-1858) (pai de Martha), ajudou a construir o spa em estilo europeu de Homestead no Condado de Wythe, Virgínia.
Os Jones traçaram sua descendência do Capitão Roger Jones, que comandou uma embarcação britânica em Chesapeake Bay em 1680 e cujo filho mais novo, Thomas, se estabeleceu perto de Fortress Monroe, no que se tornou o Condado de Brunswick, na Virgínia. O descendente de Thomas, John Jones, representou o Condado de Brunswick na Câmara dos Burgueses da Virgínia e tornou-se capitão de um regimento da Virgínia durante a Revolução Americana. Seu filho Dr. Thomas Williamson Jones (1788-1824) se formou na Universidade da Carolina do Norte antes de se casar com Mary Armistead Goode, e seu filho mais velho, Samuel Goode Jones, estudou no Williams College em Massachusetts e no Newark College (hoje Universidade de Delaware) antes de se casar com Martha Goode. Samuel Jones mudou sua jovem família para Montgomery, Alabama, em 1849, enquanto era o engenheiro da Ferrovia de Montgomery e West Point.
Tom Jones tinha uma irmã Mary, nascida em Atlanta em 1847, e teria mais cinco irmãos que sobreviveram à infância antes do início da Guerra Civil, e sete meio-irmãos do segundo casamento de seu pai. De qualquer forma, o jovem Tom não foi educado em casa, mas enviado para Charlottesville, Virgínia, para estudar em uma academia preparatória dirigida por Charles Minor e Gessner Harrison. A partir do verão de 1860, frequentou o Instituto Militar da Virgínia e outros cadetes o elegeram sargento.
Durante a Guerra Civil, enquanto nos aposentos de inverno em Petersburg, Virgínia, Jones começara a estudar Blackstone, e depois de falhar como plantador após a guerra, e enquanto trabalhava na Ferrovia do Alabama e da Flórida graças a seu pai, Jones estudou direito primeiro com John A. Elmore, então em uma aula noturna com Abram J. Walker, chefe de Justiça da Suprema Corte do Alabama.

## Carreira militar

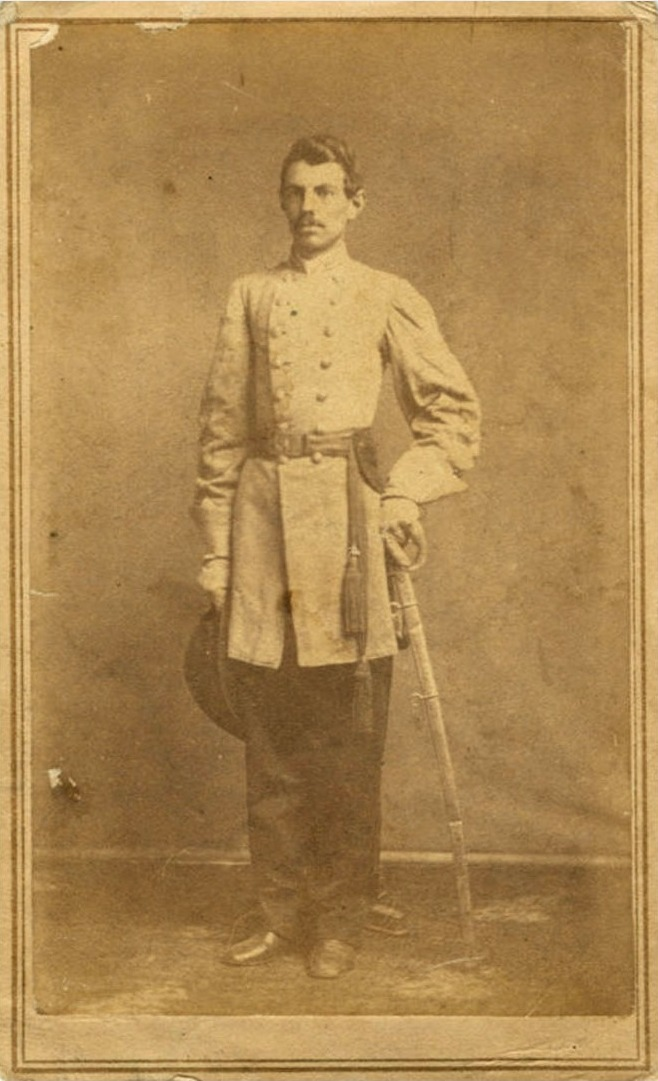
Jones como oficial Confederado

A Carolina do Sul se separou da União antes do final do primeiro semestre de Jones na VMI. No dia 1º de Maio de 1861, após a votação da secessão da Virgínia, cerca de 200 cadetes (incluindo T. G. Jones) juntaram-se ao professor (então major-general da CSA) Stonewall Jackson na luta pela Confederação. Mais tarde, lembrou que seu primeiro dever era enterrar os mortos após a Batalha de McDowell. Os cadetes marcharam com os homens de Jackson até o dia 16 de Maio de 1861, quando a escola os convocou de volta, e mais tarde lhes concederam diplomas honorários. Enquanto isso, Jones retornou a Montgomery e se alistou como recruta no Partisan Rangers, Grupo K do 53º Regimento do Alabama, mas logo foi promovido a sargento. A unidade lutou na Batalha de Thompson's Station, no Tennessee, e Jones recebeu um posto de tenente depois de liderar a unidade, apesar de seu próprio ferimento de batalha, depois que o capitão e o tenente do grupo foram feridos e abandonaram o campo.
Jones foi nomeado ajudante de campo do General John Brown Gordon e acompanhou o Exército da Virgínia do Norte durante a batalha de Gettysburg, inclusive como mensageiro quando Gordon solicitou permissão para atacar Cemetery Ridge (mas foi negado) durante a Batalha de Gettysburg. Também lutou no Cerco de Petersburg, na Batalha de Wilderness e na Batalha de Spotsylvania Court House. Jones também lutou com o General Gordon durante a campanha do General Jubal Early, que chegou aos arredores de Washington, D.C. e nas derrotas na Terceira Batalha de Winchester e Batalha de Cedar Creek, no final de 1864. Durante a última batalha, ambos os lados respeitaram a coragem de Jones por resgatar uma garota presa no fogo cruzado entre exércitos. Também recebeu elogios por resgatar um soldado ferido de Ohio. Assim, Jones lutou no Exército dos Estados Confederados de 1862 até 1865, subindo para o posto de major antes do dia 9 de Abril de 1865, carregando fisicamente a bandeira da trégua em sua espada enquanto estava sob tiroteio, entregando a rendição do general Lee e testemunhando a cerimônia final na Appomattox Court House.

## Carreiras e política na pós-guerra
Retornando da Guerra Civil, Thomas Goode reivindicaria uma herança de sua mãe e compraria 750 acres no sul do Condado de Montgomery, Alabama em 1865, mas fracassou como agricultor e se mudou com sua madrasta em Montgomery em 1869. Dívidas esmagadoras, os baixos preços do algodão e a Black Friday de (1869) o levariam a perder a fazenda em 1870.
Enquanto isso, Jones se tornou editor do Montgomery Daily Picayune e também estudou direito em 1868, ajudando-o a fazer a transição para suas carreiras posteriores. Aceito na Ordem do Alabama em 1868, Jones iniciou uma advocacia privada em Montgomery. Até Novembro de 1868, Jones trabalhou com o irmão do Juiz Walker, Hal Walker, tanto como advogado quanto como editor. O Montgomery Daily Picayune aliou-se ao Partido Democrata e criticou o "governo negro", bem como propôs a segregação racial, embora (diferentemente dos jornais mais radicais) também defendesse a educação dos afro-americanos. Jones também se tornou ativo no partido Democrata local, inicialmente se opondo a grupos que supostamente tentavam impedir a contagem de votos para o democrata Robert B. Lindsay como governador, embora outros definissem tais esforços como intimidadores dos eleitores negros. Os Democratas acabaram com o domínio dos Republicanos no Alabama em 1874, depois de uma eleição na qual Jones liderou cerca de 100 democratas armados que patrulhavam Montgomery no Dia das Eleições. A nomeação de Jones como repórter de decisões da Suprema Corte do Alabama pelo Chefe de Justiça Elisha Peck também ajudou a manter sua advocacia entre 1870 e 1880.
Em 1874, Jones ingressou numa advocacia com o ex-Chefe de Justiça do Alabama, Samuel F. Rice, apesar da aliança de Rice com o partido Republicano durante a Reconstrução, embora mais tarde tenha renunciado durante uma disputa entre a cidade de Montgomery e o cliente de Rice, a Ferrovia Sul e Norte do Alabama. A Ferrovia de Louisville e Nashville mais tarde se tornou um dos principais clientes de Jones, assim como a Capitol City Water Works Company, a Western Union Telegraph Company, a Southern Express Company e a Standard Oil Company. Em 1898, Jones fez parceria com o meio-irmão Charles Pollard Jones. Jones também escreveu um dos primeiros códigos de ética jurídica em 1887, adotado pela Ordem dos Advogados do Alabama e incorporado ao Código de Ética Profissional da American Bar Association em 1907.
Após a guerra, Jones ajudou a organizar a Guarda Nacional do Alabama, embora seus esforços iniciais para reorganizar os Montgomery True Blues como Guardas do Governador acabassem sendo dissolvidos pelas autoridades federais em 1868.
Jones frequentemente falava pela reconciliação entre o Norte e o Sul, primeiro em um discurso do Memorial Day em 1874 que foi amplamente republicado em todo o país, e o recém-eleito Governador George S. Houston nomeou Jones como seu assessor de campo para assuntos militares até o final do ano. Em 1877, o Grande Exército da República entregou a Jones uma medalha de ouro por seus esforços de paz, e também falou na última visita de Jefferson Davis a Montgomery em 1886, além de dar discursos do Memorial Day em Atlanta em 1887 e no túmulo de Grant dos EUA em Nova York em 1902. Em 1874, os Guardas do Governador haviam oferecido seus serviços ao Governador Houston e, em 1881, foram oficialmente organizados como tropas estaduais no Alabama. Em 1876, Jones renunciou ao cargo de ajudante de campo e tornou-se capitão dos Montgomery Greys; quatro anos depois, o Segundo Regimento elegeu Jones como seu comandante, e ele supervisionou sua utilização, inclusive para salvar um homem negro do linchamento durante a Rebelião de Posey, em Dezembro de 1883, e um homem branco em Birmingham, em Dezembro de 1888.
Jones finalmente procurou um cargo político como Democrata. Primeiro, exerceu na Câmara de Montgomery, representando o Distrito 4 de 1874 até 1884, quando venceu a eleição como membro da Câmara dos Representantes do Alabama, onde exerceu de 1884 até 1888 antes de recusar a reeleição. Durante seu segundo mandato, se tornou o Presidente (1886 até 1888). Defendeu o financiamento das milícias estaduais e a criação do complexo da capital do estado para abrigar registros do governo estadual. Para a surpresa de alguns, dada a sua clientela ferroviária, Jones também fez um voto de desempate, responsabilizando as ferrovias por acidentes de trabalho e se opôs aos esforços do governador Edward A. O'Neal para controlar a Comissão Ferroviária do Alabama. Em vez de concorrer à reeleição para a câmara, Jones voltou a sua advocacia privada para arrecadar fundos para fazer campanha a governador, que provou ser bem-sucedida. Derrotou o fazendeiro Reuben Kolb e vários outros na Convenção Democrata depois de várias votações e o Republicano Benjamin M. Long com folga nas eleições gerais. Jones exerceu como Governador do Alabama de 1890 até 1894.
Em seu primeiro mandato de dois anos como governador, Jones propôs uma emenda constitucional para permitir longas sessões legislativas, bem como para permitir que as comunidades locais cobrassem impostos para financiar a educação e melhorias internas. Também se opôs aos planos para privar os negros de requerimentos educacionais e de propriedade e denunciou propostas como limitativas das receitas tributárias dos contribuintes brancos das escolas brancas. Embora de maneira alguma seja igualitário racial, Jones também se opôs ao sistema de concessão de condenados do Alabama, apesar da propaganda de que ajudou a estabelecer a supremacia branca, bem como um governo estadual regrado. Ironicamente, Jones assumiu o cargo durante uma greve de mineiros de carvão que se opuseram à concorrência desleal de condenados arrendados (que inicialmente resolveu com os Trabalhadores de Minas Unidos nomeando um comissário de saúde e segurança) e encerrou seu segundo mandato lidando com uma greve (por mineiros de Birmingham contra a Tennessee Coal Iron and Railroad Company (em que chamou tropas estaduais após a contratação de fura-greves afro-americanas que provocaram violência e Eugene V. Debs aumentou para se juntar a Greve Pullman). Apesar de o seu antecessor, o Governador Seay, depois de cortar impostos estaduais, o estado também estava quase falido, e a câmara durante seu segundo mandato se recusou a aumentar os impostos corporativos, como Jones sugeriu.
A política se mostrou tumultuada. As tentativas do governador Jones de substituir seu ex-rival político Reuben Kolb como comissário agrícola em seu primeiro mandato, quase se mostraram pírricas. A Suprema Corte do Alabama aprovou o novo nomeado comissário agrícola do governador quando Kolb se recusou a deixar o cargo no final de seu mandato, e Kolb concorrendo como Independente para governador na próxima eleição geral perdeu por pouco para Jones, como fizera nas primárias Democratas, que Kolb atribuiu à super-representação de Jones no Black Belt do estado. Jones continuaria contestando a afirmação de Kolb de que as eleições de 1892 haviam sido roubadas até sua morte, e tanto o presidente da Câmara do Alabama, Frank L. Pettus, quanto o presidente do Senado, John C. Compton, também eram do Black Belt e ignoraram o pedido de investigações de Kolb. Ironicamente, dada a sua linguagem suprema e branca, as tentativas de Kolb de vincular sua Aliança de Agricultores com o candidato Populista a Presidente, o ex-General da União James B. Weaver, também podem ter condenado sua candidatura, pois muitos alabamianos se recusaram a apoiar o candidato presidencial republicano Benjamin Harrison nem o General da União. Duas semanas após Jones anunciar que as tropas estaduais permaneceriam em Birmingham até o fim da greve dos mineiros, no dia 8 de Agosto de 1894, Reuben Kolb perdeu novamente sua tentativa de se tornar governador do Alabama, desta vez para o Democrata William Calvin Oates, que, ao contrário de Jones, apoiava o sistema de arrendamento de condenados. As despesas incorridas durante seu mandato governamental assombrariam Jones pelo resto de sua vida, e seu seguro de vida não pagou as hipotecas incorridas durante seu governo. Assim, não desafiou John Tyler Morgan pelo cargo no Senado dos EUA, mas continuou politicamente ativo em apoio ao Presidente Grover Cleveland. Jones tornou-se um Democrata do Ouro em vez de apoiar William Jennings Bryan, apesar das contínuas críticas de Kolb. No entanto, os Democratas do Ouro só obtiveram 6.453 votos no Alabama em comparação com os 107.137 de Bryan, então o capital político de Jones no estado também parecia esgotada. Recuperou suas fortunas políticas em 1897, permanecendo em Montgomery, apesar de uma epidemia de febre amarela no litoral sul e suas políticas de fumigação, enterros rápidos e quarentena apoiada por guardas armados. Embora 11 pessoas tenham morrido em Montgomery e pelo menos 71 no estado.

## Serviço judicial federal
Jones recebeu uma nomeação do Presidente Theodore Roosevelt no dia 7 de Outubro de 1901, para um cargo no Tribunal Distrital dos Estados Unidos para o Distrito Central do Alabama e no Tribunal Distrital dos Estados Unidos para o Distrito Norte do Alabama, desocupado pelo Juiz John Bruce. Foi indicado para o mesmo cargo pelo Presidente Roosevelt no dia 5 de Dezembro de 1901. Foi confirmado pelo Senado dos Estados Unidos no dia 17 de Dezembro de 1901 e recebeu sua comissão no mesmo dia. Seu serviço terminou no dia 28 de Abril de 1914, devido à sua morte em Montgomery.
Embora agora considerado um supremacista branco, Jones foi inicialmente considerado moderado. Se opôs aos sindicatos, mas apoiou a 14ª Emenda e era amigo de Booker T. Washington. Durante seu mandato, o Juiz Jones ouviu casos de direitos civis, se posicionou contra o linchamento e se recusou a permitir que o sistema de concessão de condenados do estado se tornasse escravidão de fato. Essas posições se tornaram impopulares na comunidade branca por sustentar que a lei federal permitia a proteção dos afro-americanos.

## Morte e legado
A saúde do Juiz Jones deteriorou-se durante os sete anos, enquanto supervisionava um caso em que as ferrovias contestavam novas taxas criadas pela câmara do Alabama, que foi abordado duas vezes pelo Tribunal de Apelações da Quinta Vara e teve os certificados negados pela Suprema Corte dos Estados Unidos. No inverno de 1912-1913, o Juiz Jones contraiu pneumonia e se recuperou na Flórida. Embora tenha retornado às suas funções no Alabama em Novembro de 1913, logo novamente tirou uma licença por motivos de saúde. Estava de leito por semanas antes de perder a consciência no dia 26 de Abril de 1914 e morrer dois dias depois. Centenas participaram de seu funeral no Cemitério de Oakwood, incluindo muitos afro-americanos.